# 艾布站
艾布站是法国的一个铁路车站，位于法国东北部市镇艾布。

## 位置
艾布站位于艾布城区的北部，默兹河左岸，通过默兹河大桥与艾布城区连接。车站大致呈东西走向，开口朝南。

## 车站概况
艾布站是一个小型的乘降所，没有任何售票服务及设施，乘客需上车后主动购票或使用通勤卡。
艾布站站内没有地下通道或天桥，前往下行方向站台（济韦方向）的乘客需跨越铁路正线，因此该站存在一定的安全隐患。

## 停靠线路
以下列车线路在艾布站停靠：
| 艾布站列车线路表       |              |        |                |              |
| 线路                   | 车种         | 上一站 | 下一站         | 大致运行频率 |
| 沙勒维尔-梅济耶尔—济韦 | 法国大区列车 | 菲迈   | 费潘/维勒-莫朗 | 每天7~14趟   |
| 1.                     |              |        |                |              |

## 大巴车
艾布站对应的大巴车上下车地点位于车站前方的空地上。当某条铁路线施工或罢工时，SNCF会提供途径该线路沿途站点的大巴车。

## 市内交通
艾布站暂无城市公共交通服务。

## 临近车站
| 艾布站（Gare d'Haybes）        |                  |          |
| 上行车站                       | 线路             | 下行车站 |
| 菲迈站                         | 苏瓦松－济韦铁路 | 费潘站   |
| - 本表仅显示运营中的线路及车站 |                  |          |